# Thuốc ức chế enzyme chuyển angiotensin
Thuốc ức chế men chuyển angiotensin là thuốc giãn mạch, do đó làm giảm sức cản mạch máu và giải phóng catecholamines tăng huyết áp norepinephrine và adrenaline, đặc biệt hữu ích trong điều trị Cao huyết áp. Chúng là chất ức chế enzyme chuyển đổi angiotensin, về cơ bản chuyển đổi angiotensin-I không hoạt động thành angiotensin-II hoạt động, tác động lên Hệ renin-angiotensin để giảm huyết áp. Thành phần ức chế men chuyển angiotensin được tìm thấy đầu tiên trong nọc độc của rắn. Các hoạt chất chính trong thể loại này được sử dụng trong trị liệu là captopril, enalapril, lisinopril, perindopril và ramipril.

## Enzym chuyển Angiotensin
Enzym chuyển Angiotensin (ECA) hay bradykinase II là một peptidase có tác dụng:
- Chuyển Angiotensin I (không có hoạt tính) thành Angiotensin (có hoạt tính), là chất có tác dụng co mạch và giảm thải Na+ qua thận.
- Làm mất hoạt tính bradykinin, là chất gây giãn mạch và tăng thải Na+ qua thận

## Cơ chế tác dụng
Các thuốc trong nhóm ức chế ECA, làm Angiotensin I không chuyển thành Angiotensin II có hoạt tính và ngăn cản giáng hóa bradykinin, kết quả làm giãn mạch tăng thải Na+ và hạ huyết áp

## Tác dụng
- Làm giảm sức cản ngoại biên, nhưng không làm tăng nhịp tim do ức chế trương lực giao cảm và tặng trương lực phó giao cảm.
- Không gây hạ huyết áp thế đứng, dùng được cho mọi lứa tuổi.
- Tác dụng hạ huyết áp từ từ, êm dịu và kéo dài.
- Làm giảm huyết áp tâm thu và tâm trương.
- Làm giảm thiếu máu cơ tim do tăng cung cấp máu cho mạch vành.
- Làm chậm dày thất trái, giảm hậu quả của tăng huyết áp.
- Trên thần kinh trung ương: không gây trầm cảm, không gây rối loạn giấc ngủ và không gây suy giảm tình dục.